# Bitwa morska pod North Foreland
Bitwa morska pod North Foreland – starcie zbrojne, które miało miejsce 4–5 sierpnia 1666 podczas drugiej wojny angielsko-holenderskiej.
Bitwa została stoczona pomiędzy flotą angielską a flotą holenderską, dowodzoną przez słynnego admirała de Ruytera. W Holandii bitwa znana jest także jako bitwa dwudniowa.

## Zamierzenia Holendrów
Po tym jak Holendrzy zadali flocie angielskiej potężny cios w bitwie czterodniowej, czołowy holenderski polityk Johan de Witt rozkazał admirałowi-porucznikowi de Ruyterowi kontynuować realizację planów opracowanych przed ponad rokiem: lądowanie w Medway w celu zniszczenia floty angielskiej, gdy ta była poddawana generalnym naprawom w stoczni Chatham w Kent. W tym celu na 10 fleut załadowano 2 700 żołnierzy holenderskiej piechoty morskiej. Do tego de Ruyter miał połączyć swą flotę z flotą francuską.
Francuzi jednak nie pokazali się, a do tego zła pogoda uniemożliwiła wysadzenie desantu. De Ruyter musiał ograniczyć swoje działania do blokowania Tamizy. Dnia 1 sierpnia zauważył, że angielska flota opuszcza port - wcześniej niż się spodziewano. Następnie sztorm odrzucił holenderską flotę do tyłu, w kierunku flamandzkiego wybrzeża. Dnia 3 sierpnia de Ruyter zostawił z tyłu floty z wojskiem i ponownie zbliżył się do angielskiego wybrzeża.

## Pierwszy dzień bitwy
Wczesnym rankiem 4 sierpnia holenderska flota licząca 88 okrętów odkryła w pobliżu North Foreland flotę angielską liczącą 89 okrętów, żeglującą na północ. Holendrzy rozpoczęli pościg z południowego wschodu, będąc w pozycji zawietrznej, gdyż wiatr wiał z północnego zachodu. Nagle wiatr zmienił kierunek na północno-wschodni. Dowódca angielskiej floty, książę Rupert, dokonał ostrego zwrotu, by odzyskać korzystny wiatr; de Ruyter szedł naprzód, by dopaść Anglików. Wykonany w tym celu manewr okazał się fatalny dla floty holenderskiej. Teraz płynęli prosto w centrum obszaru o podwyższonym ciśnieniu atmosferycznym. Holenderska awangarda pod wodzą admirała-porucznika Johana Evertsena, wytraciła całą szybkość i nie była w stanie utrzymać linii bojowej. Kłopotliwa sytuacja utrzymywała się od wielu godzin; następnie znowu lekka bryza powiała z północnego wschodu. Wówczas od razu awangarda floty angielskiej dowodzona przez Thomasa Allina oraz część angielskiego centrum sformowały linię bojową i pożeglowały prosto na holenderską awangardę, wciąż pomieszaną i przez to niemal bezbronną.
Okręt za okrętem floty fryzyjskiej był uszkadzany przez ogień artylerii okrętów angielskich. Zginął wiceadmirał Rudolf Coenders. Admirałowi-porucznikowi de Vriesowi działo urwało rękę i nogę, mimo to nadal usiłował zaprowadzić porządek w swoich siłach. Jednak nie było to już możliwe. Nie mogąc uderzyć na Anglików z pomocą swego centrum, przerażony de Ruyter widział jak fryzyjskie okręty dryfują na południe, pełne rozrzuconych zwłok lub rannych, których jęki wznosiły się ponad inne odgłosy bitwy.
Teraz Rupert połączył całą awangardę i centrum i obrócił się naprzeciw holenderskiego centrum. Towarzyszący Rupertowi George Monck, przewidywał, że de Ruyter odda dwie salwy burtowe i ucieknie, jednak on podjął zażartą walkę, kierując bitwą ze swego okrętu flagowego De Zeven Provinciën, który musiał stawić opór połączonemu atakowi angielskich okrętów Royal Sovereign i Royal Charles, zmuszając Ruperta do przeniesienia się z uszkodzonego okrętu Royal Charles na okręt Royal James. W ten sposób ochronił odwrót holenderskiej awangardy.
W międzyczasie admirał-porucznik Cornelis Tromp, dowodzący holenderską ariergardą, dostrzegł z daleka smutne wydarzenia. Rozdrażniony tym widokiem, postanowił dać właściwy przykład. Dokonał ostrego zwrotu na zachód, przebił się przez linię angielskiej ariergardy, dowodzonej przez J. Smitha, oddzielając go od reszty angielskiej floty, po czym, mając korzystny wiatr, przystąpił do gwałtownego natarcia w wyniku którego angielska ariergarda została pobita i uciekła na zachód. Prowadził pościg aż do nocy, niszcząc okręt angielski Resolution za pomocą brandera. Po tym, jak trzykrotna salwa Trompa zmiotła całą załogę okrętu flagowego Smitha Loyal London, okręt ten, niezdolny już do samodzielnego rejsu, musiał być odholowany do Anglii. Zastępcą dowódcy angielskiej ariergardy był Edward Spragge, który poczuł się tak bardzo upokorzony przez minione zdarzenia, że stał się osobistym wrogiem Trompa. Zginął podczas próby zabicia swego wroga podczas bitwy pod Texel.

## Drugi dzień bitwy
Z rana o 5:00 Tromp przerwał pościg, w pełni zadowolony ze swojej pierwszej prawdziwej wiktorii jako dowódcy eskadry. W czasie nocy jeden z okrętów przyniósł wiadomość, że de Ruyter także odniósł zwycięstwo, tak więc ogarnął Trompa euforyczny nastrój.
To się nagle zmieniło po natrafieniu na dryfujący okręt flagowy z umierającym Tjerkem Hiddesem. Nagle ogarnęła go obawa, że jest jedyną pozostałością po flocie holenderskiej i że jest w śmiertelnym niebezpieczeństwie. Znajdujące się za nim te okręty angielskiej ariergardy, które zachowały zdolność bojową, skierowały się na wschód. Wszędzie na horyzoncie widać było angielskie bandery. Z przodu innych wrogich eskadr na pewno go oczekiwano. Wściekle manewrując, Tromp, pijąc przy tym dużo dżinu dla poprawienia stanu swoich nerwów, wymknął się wszelkim próbom schwytania go w pułapkę i o 6:00 rano doprowadził swoją eskadrę bezpiecznie do holenderskiego portu Vlissingen (historyczna angielska nazwa: Flushing). Tam, z wielką ulgą, trafił na resztę holenderskiej floty.
Trompowi zajęło 6 godzin by zebrać się na odwagę i stanąć osobiście przed de Ruyterem. Było dla niego oczywiste, że nigdy nie powinien był sobie pozwolić na całkowite oddzielenie się od sił głównych. Rzeczywiście, de Ruyter, nie będący akurat w swoim zwykłym dobrodusznym nastroju, z miejsca oskarżył go o porażkę i rozkazał Trompowi i jego podkomendnym (Sweersowi i der Zaanowi) iść precz z jego oczu i nie pokazywać mu się znowu na jego okręcie Zeven Provinciën. Naczelny wódz holenderskiej floty wciąż nie mógł dojść do równowagi po wypadkach z poprzedniego dnia.
Po krótkiej letniej nocy, de Ruyter z rana o 5:00 odkrył, że jego położenie jest beznadziejne. W tym czasie admirał-porucznik Johan Evertsen zmarł z powodu straconej nogi. Siły de Ruytera były teraz mniejsze o około 40 okrętów. Większość okrętów awangardy, które przetrwały masakrę, była niezdolna do walki. W ciągu nocy około 15 okrętów zdezerterowało. Potężna fala ze wschodu przeszkadzała w prostym odwrocie w kierunku kontynentalnego wybrzeża. Na zachodzie angielska awangarda i centrum (około 50 okrętów) otoczyły go półkolem, bezpiecznie bombardując jego flotę z zawietrznej.
Anglicy mieli jednak także problemy. Duża fala przeszkadzała im w zamknięciu Holendrów. Próbowali użyć branderów, lecz te również miały problemy z dotarciem do nieprzyjaciela. Jedynie slup Fan-Fan, ulubiony jacht Ruperta, dostał w swój zasięg holenderski okręt flagowy De Zeven Provinciën, gnębiąc go swymi dwoma małymi działkami.
Tym razem kapryśny wiatr, który w tej bitwie był tak bardzo niepomyślny dla Holendrów, zmieniając swój kierunek na zachodni, ocalił ich flotę.
Holendrzy błyskawicznie sformowali linię bojową i przedostali się przez flamandzkie płycizny na bezpieczną pozycję. Odwrót wszystkich uszkodzonych okrętów zabezpieczał wiceadmirał Adriaen Banckert, dowódca floty Zelandii. Do tego siły holenderskie znacznie wzrosły, gdyż większość okrętów, które posądzono o dezercję, w ciągu nocy zdryfowały, a teraz przy zmienionych warunkach pogodowych, powróciły do sił głównych, włączając się do bitwy.

## Skutki bitwy
Bitwa ta była wielkim zwycięstwem floty angielskiej, przy jednoczesnym oddzielnym zwycięstwie ariergardy holenderskiej Trompa nad ariergardą angielską.
Straty holenderskie były ogromne, tuż po bitwie szacowane na około 5000 ludzi, chociaż dokładne rachunki wykazały, że było 1200 zabitych i poważnie rannych.
Anglicy stracili 300 zabitych i rannych. Holendrzy stracili jedynie 2 okręty – de Ruyter odniósł sukces ratując niemal całą awangardę. Tylko Sneek i Tholen skapitulowały. Holendrzy wkrótce naprawili uszkodzenia. Podwójne nieszczęścia, jak wielka zaraza w Londynie oraz Wielki Pożar Londynu, wstrząsnęły budżetem króla Anglii Karola II. Nie mając pieniędzy, nie mógł kontynuować wojny.
Podczas mijających tygodni, gdy flota holenderska była intensywnie reperowana, admirał Robert Holmes, przy pomocy holenderskiego zdrajcy Laurensa van Heemskercka, spalił 150 holenderskich statków handlowych znajdujących się u ujścia rzeki Vlie.
Holendrzy wkrótce odzyskali poprzednią siłę bojową. Przez pewien czas dochodziło jedynie do pojedynczych utarczek na morzu. W końcu doszło do najazdu na Medway w 1667, który był niezwykle ciężkim ciosem dla angielskiej floty.
W Holandii klęska pod North Foreland miała daleko idące polityczne skutki. Tromp był czołową postacią Oranżystów. Oskarżenie Trompa o ciężkie zaniedbanie podzieliło kraj. Broniąc się Tromp pozwolił swemu bratu przyrodniemu Kievitovi opublikować raport o swoim postępowaniu. Wkrótce odkryto, że Kievit planował sekretnie negocjować traktat pokojowy z królem Anglii. Uciekł do Anglii i został zaocznie skazany na śmierć. Rodzina Trompa została oczyszczona z zarzutów, jednak sam Tromp nie mógł wrócić do służby we flocie wojennej Holandii. W listopadzie 1669 zwolennik Trompa próbował zamordować de Ruytera w hali wejściowej jego domu. W 1672 Tromp wziął rewanż na Johanie de Witt, doprowadzając do jego śmierci. Nowy władca Wilhelm III Orański z wielkim trudem doprowadził do pojednania Trompa z de Ruyterem w 1673.